# Artaquis
Artaquis (em latim: Artachis) foi um nobre ostrogótico-turíngio do século VI, ativo no Império Bizantino sob o reinado do imperador Justiniano (r. 527–565). Era filho de Amalafredo com sua esposa de nome incerto e sobrinho de Santa Radegunda. Por meio de seu pai, era parente em 2.º grau do rei ostrogótico Teodorico, o Grande (r. 474–526). Nada se sabe sobre ele, exceto que teria sido o destinatário de um poema de Venâncio Fortunato no qual lamenta-se a morte de seu pai Amalafredo.